# Lucy Kellaway

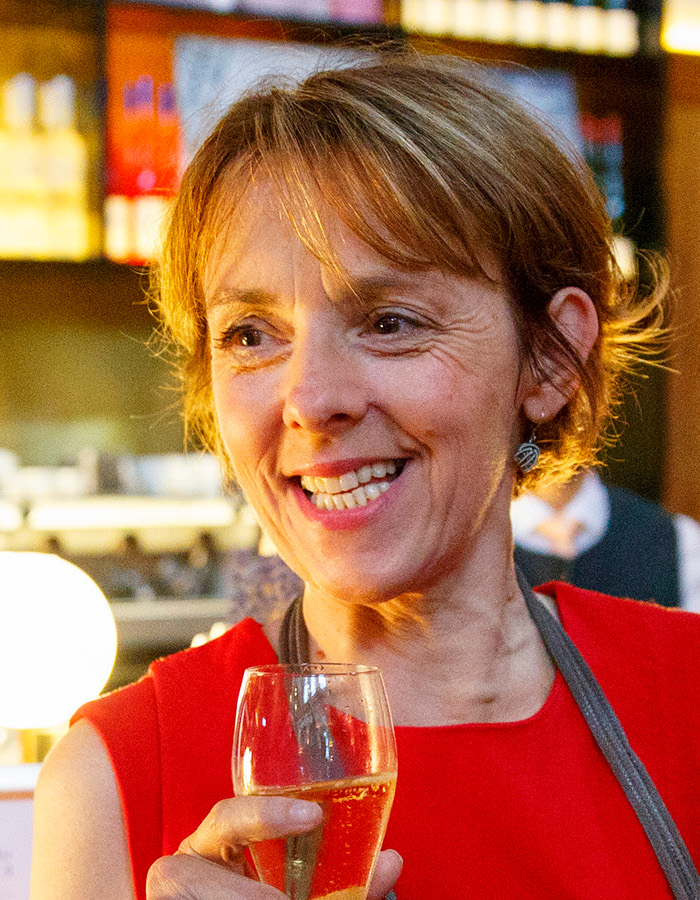
Lucy Kellaway (2016)

Lucy Kellaway OBE (geboren 26. Juni 1959 in London) ist eine britische Wirtschaftsjournalistin.

## Leben
Lucy Kellaway besuchte die Camden School for Girls, an der ihre Mutter als Englischlehrerin arbeitete. Sie studierte Philosophie, Politikwissenschaften und Ökonomie (PPE) an der Lady Margaret Hall in Oxford. Ab 1985 arbeitete sie bei der Financial Times (FT) und war anfangs als Korrespondentin in Brüssel eingesetzt. Sie wurde Associate Editor und Management Columnist. Sie schreibt über allgemeine Managementfragen, über Energiemärkte und Unternehmensrecht und führte viele Interviews. Unter dem Pseudonym Martin Lukes schrieb sie amüsante Betrachtungen zum Managementalltag und zum Managementjargon. Zwischen 2009 und 2016 beantwortete sie in ähnlichem Stil in der FT-Kolumne Dear Lucy sogenannte Leserfragen aus dem Büroalltag. Sie veröffentlichte Auszüge daraus in Buchform und schrieb auch Büroromane. 2016 gehörte sie zu den Mitgründern der Stiftung Now Teach. Seit September 2017 arbeitet sie als Lehrerin an einer weiterführenden Schule in London und unterrichtet Mathematik.
Kellaway war bis 2015 mit David Goodhart verheiratet, sie haben vier Kinder. Ihre Schwester ist die Journalistin Kate Kellaway.
Der Asteroid (6773) Kellaway wurde am 13. April 2006 nach ihr benannt.

## Schriften (Auswahl)
- Monetary union and the single market. Ditchley Park : Ditchley Foundation, 1990
- Sense and nonsense in the office. London ; New York : Financial Times, 2000
- Martin Lukes: Who moved my BlackBerry? London : Penguin, 2005
  - Depptop : ein Büro-Roman. Übersetzung Rainer Schmidt. Frankfurt am Main : Scherz, 2006, ISBN 978-3-502-10077-5.
- The Good, the Fad and the Ugly. Bookbytes 2006
- I did a very silly thing at the office party : and other work/life dilemmas. London : Profile, 2007
- The real office : all the office questions you never dared to ask. London : Profile Books, 2007
- In office hours. London : Penguin, 2011
  - Office-Affären : Roman. Übersetzung Caroline Einhäupl. München : Goldmann, 2011, ISBN 978-3-442-54293-2.